# Octave Guillonnet

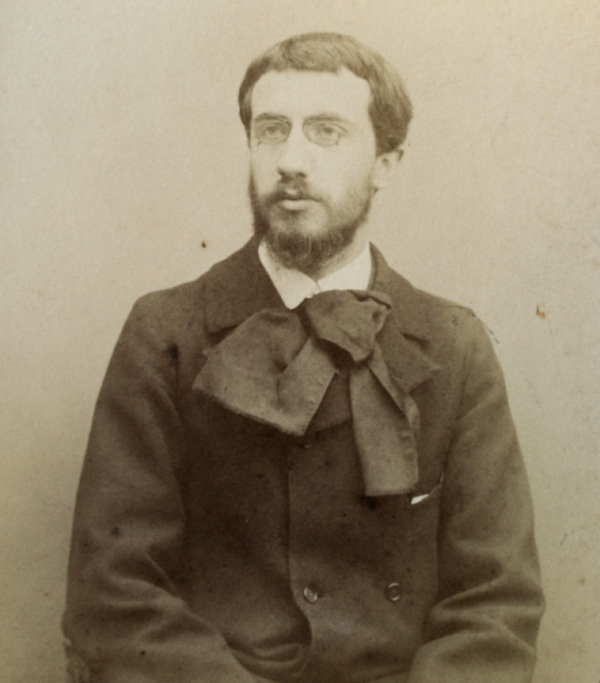
Octave Guillonnet, 1892

Octave Denis Victor Guillonnet, genannt Octave Guillonnet, gelegentlich auch Guillonet (* 21. September 1872 in Paris; † 1967) war ein französischer Maler.

## Leben
Guillonnet entstammte einer wohlhabenden Familie, die eine Sommerresidenz in Carros nördlich von Nizza an der französischen Côte d’Azur unterhielt und den Rest des Jahres in Garches westlich von Paris lebte.
Guillonnet galt als frühreif, als Lionel Royer ihn bereits im Alter von 13 Jahren als Schüler aufnahm und er zwei Jahre später seine erste Medaille im Pariser Salon gewann. Von dem Salon erhielt er im Alter von 21 Jahren den hors-concours-Status, was übersetzt „erstklassig/konkurrenzlos“ bedeutet und zur Folge hatte, dass der Salon seine Werke vor einer Ausstellung nicht mehr begutachtete, sondern er automatisch als zugelassen galt. 1901 gewann er das nationale Reise-Stipendium, das nur alle zwei Jahre vergeben wurde und ihm erlaubte, sich zu Studienzwecken ein Jahr in Algerien aufzuhalten.

## Werk
Werke Guillonnets werden im Staatlichen Museum für moderne Kunst in Paris sowie unter anderem in Museen von Bordeaux, Dijon, Nantes und Luxemburg gezeigt. Guillonnet illustrierte auch eine Reihe von Büchern, wie „L’Arlésienne“ von Alphonse Daudet.
Zu seinem Œuvre gehören:
- La rentrée du troupeau
- Le soir
- Le Berger
- La remontée des vendanges
- La partie de tennis
- Retour du marché
- Au jardin
- Les baigneuses
- Garden party (1920)
- Stillife with Yellow Roses and Parrot (1962)